# Ignacio Carrasco de Paula
Ignacio Carrasco de Paula (Barcellona, 25 ottobre 1937) è un vescovo cattolico spagnolo, appartenente alla Prelatura dell'Opus Dei, presidente emerito della Pontificia Accademia per la Vita.

## Biografia
Nato a Barcellona nel 1937, è stato ordinato presbitero l'8 agosto 1966 in Roma. Appartiene alla Prelatura della Santa Croce e Opus Dei. Si è laureato in filosofia e in medicina e chirurgia.
Dal 1984 al 1994 è stato membro del Comitato Etico per la Sperimentazione Clinica presso l'Ospedale Bambin Gesù in Roma e rettore della Pontificia Università della Santa Croce, facente capo all'Opus Dei.
Dal 2002 al 2009 ha insegnato bioetica all'Università Cattolica del Sacro Cuore in Roma e ivi ha ricoperto il ruolo di direttore dell'Istituto di Bioetica.
Ha pubblicato numerosi articoli sull'ambito della bioetica, dell'etica medica e della medicina legale.
Il 30 giugno 2010 papa Benedetto XVI lo ha nominato presidente della Pontificia accademia per la vita, di cui finora era stato cancelliere, il 15 settembre dello stesso anno lo ha elevato alla dignità episcopale, assegnandogli la sede titolare vescovile di Tapso.
Ha ricevuto la consacrazione episcopale il 9 ottobre 2010 nella basilica di San Pietro in Vaticano per l'imposizione della mani del cardinale segretario di Stato Tarcisio Bertone.
Il 4 ottobre 2010 ha protestato contro il conferimento del Premio Nobel per la medicina a Robert Geoffrey Edwards per lo sviluppo della fecondazione in vitro, lamentando la disattenzione ai problemi etici connessi alla procreazione assistita.

## Genealogia episcopale
La genealogia episcopale è:
- Cardinale Scipione Rebiba
- Cardinale Giulio Antonio Santori
- Cardinale Girolamo Bernerio, O.P.
- Arcivescovo Galeazzo Sanvitale
- Cardinale Ludovico Ludovisi
- Cardinale Luigi Caetani
- Cardinale Ulderico Carpegna
- Cardinale Paluzzo Paluzzi Altieri degli Albertoni
- Papa Benedetto XIII
- Papa Benedetto XIV
- Cardinale Enrico Enriquez
- Arcivescovo Manuel Quintano Bonifaz
- Cardinale Buenaventura Córdoba Espinosa de la Cerda
- Cardinale Giuseppe Maria Doria Pamphilj
- Papa Pio VIII
- Papa Pio IX
- Cardinale Gustav Adolf von Hohenlohe-Schillingsfürst
- Arcivescovo Salvatore Magnasco
- Cardinale Gaetano Alimonda
- Cardinale Agostino Richelmy
- Vescovo Giuseppe Castelli
- Vescovo Gaudenzio Binaschi
- Arcivescovo Albino Mensa
- Cardinale Tarcisio Bertone, S.D.B.
- Vescovo Ignacio Carrasco de Paula

## Opere
- Ignacio Carrasco de Paula, Paloma Chorro Vizcaíno: Identidad y estatuto del embrión humano, Ediciones Internacionales Universitarias 2000, ISBN 9788484690023
- Ignacio Carrasco de Paula: Bioetica. Morale della vita e integrità della persona umana nella prospettiva cattolica, Edusc 2001, ISBN 9788883330056
- Ignacio Carrasco de Paula: Questioni di bioetica, Edusc 2001, ISBN 9788883330049